# ベートーヴェン (小惑星)
ベートーヴェン (1815 Beethoven) は小惑星帯に位置する小惑星。ハイデルベルクのケーニッヒシュトゥール天文台でドイツの天文学者カール・ラインムートが発見した。
交響曲第3番「英雄」や「第九」などを作曲したドイツの作曲家、ルートヴィヒ・ヴァン・ベートーヴェンに因んで命名された。